# Aeschynanthus curvicalyx
Aeschynanthus curvicalyx är en tvåhjärtbladig växtart som beskrevs av Mendum. Aeschynanthus curvicalyx ingår i släktet Aeschynanthus och familjen Gesneriaceae. Inga underarter finns listade i Catalogue of Life.